# نینتندو ۳دی‌اس
نینتندو ۳دی‌اس (به انگلیسی: Nintendo 3DS) نوعی کنسول بازی دستی است که شرکت نینتندو آن را ساخته است. این کنسول جایگزین خانواده دی اس و دی اس آی می‌باشد که در ۲۳ مارس ۲۰۱۰ در نمایشگاه اکسپو ۲۰۱۰ معرفی شد و در ۲۶ فوریه ۲۰۱۱ در بازار ژاپن ارائه گردید از قابلیت‌های این کنسول نمایش بازی‌ها به صورت برجسته‌بینی بدون نیاز به عینک سه‌بعدی می‌باشد و دارای دو نمایشگر خواهد بود و ویژگی تاچ اسکرین (صفحه لمسی) دارد از حیث کیفیت جلوه‌های گرافیکی اچ‌دی مشابه کنسول‌های ایکس‌باکس ۳۶۰ و پلی‌استیشن ۳ عمل می‌کند. نینتندو قصد دارد با عرضهٔ کنسول بسیار قدرتمند سه‌دی‌اس، کنسول دستی پلی‌استیشن همراه و آی‌پاد را پشت‌سر بگذارد، پروفسور لایتون و نقاب معجزه پرفروشترین بازی این کنسول در زمان عرضه اولیه آن می‌باشد که ۱۱۹۵۹۱ نسخه را در زمان فروش اولیه کنسول فروخته و پیش از یک ماه از انتشار کنسول موفق به فروش ۲۰۷۸۸۵ نسخه گردیده.

## بازتاب‌ها
کاز هیرای مدیر عامل شرکت سونی از تکنولوژی به کار رفته در سه‌دی‌اس انتقاد کرده و می‌گوید، سه‌دی‌اس از دقت کافی برخوردار نیست. نینتندو توصیه کرده‌است کودکان زیر هفت سال از سه‌دی‌اس استفاده نکنند. سه‌دی‌اس می‌تواند برای کودکان زیر هفت سال همراه با مشکلاتی باشد، دلیل آن هم این است که عضلات چشم در کودکان زیر هفت سال هنوز کاملاً شکل خود را پیدا نکرده‌اند. البته این مسئله برای فیلم‌های سه‌بعدی نیز صادق است. هاروهیرو سوجیموتو، مدیر عامل شرکت کپ‌کام به قابلیت‌های سه‌بعدی سه‌دی‌اس به‌شدت ابراز علاقه کرده‌است. البته وی اذعان داشته بیشتر علاقه دارد تا ببیند نینتندو در ساخت این دستگاه چه درس‌هایی از محصولات شرکت اپل گرفته‌است. در مقابل ساتورو ایواتا، مدیرعامل نینتندو تأکید کرد این شرکت در طراحی و ساخت سه‌دی‌اس، هرگز از آی‌فون یا آی‌پاد الهام نگرفته‌است.

## ویژگی‌ها
نینتندو سه‌دی‌اس برای تجربه بازی با فناوری سه‌بعدی بدون نیاز به هیچ گونه عینک طراحی شده‌است. همچنین این دستگاه از یک کلید تنظیم‌کننده برای افزایش یا حذف افکت سه بعدی، صفحه نمایش سه بعدی ۳٫۵ اینچ در بالا (رزولوشن ۲۴۰×۸۰۰)، تنظیم‌کننده افکت سه بعدی، صفحه نمایش لمسی غیر سه بعدی در پایین، حسگر حرکتی و چرخشی، یک دوربین داخلی و دو دوربین خارجی برخوردار است. روی سه‌دی‌اس دوربینی سه‌بعدی تعبیه شده که ساخت شرکت شارپ است. تصویر صفحهٔ بالایی بسیار پهن است تا بتواند گرافیک سه‌بعدی با کیفیتی برابر با وی را نشان دهد. صفحه لمسی که در پایین قرار گرفته، به همان اندازه سابق است. همچنین کنسول دستی سه‌دی‌اس به حسگر شتاب‌سنج و آنالوگ کوچکی مجهز خواهد بود.

## بازی‌ها
- پروفسور لایتون و نقاب معجزه
- اسپلینترسل: فرضیهٔ بی‌نظمی
- متال گیر سالید سه‌دی[۱۶]
- هالیوود ۶۱: این بازی از ۱۵۰ پازل و معما تشکیل شده که باید به حل کردن آن‌ها بپردازید
- Giants: Dino Strike: که در صدها میلیون سال پیش اتفاق می‌افتد و تمرکز آن بر روی مبارزات بین حیوانات آن دوره (دایناسورها) خواهد بود.[۱۷]

## نینتندو ۳دی‌اس ایکس‌ال
نینتندو در ۲۱ جون ۲۰۱۲، ۳دی‌اس ایکس‌ال (به انگلیسی: 3DS XL) را به بازار عرضه کرد. این دستگاه از نظر سخت‌افزاری همان ۳دی‌اس می‌باشد که با یک صفحه نمایش ۴٫۸۸ اینچی (۱۲۴ میلیمتر) در بالا و یک صفحه نمایش ۴٫۱۸ اینچی (۱۰۶ میلیمتر) در پایین، ۹۰٪ مساحت نمایش بیشتری را دارا می‌باشد. این دستگاه ۴۶٪ سنگین‌تر شده‌است و وزنی برابر با ۳۳۶ گرم دارد. ظرفیت باتری آن ۱۷۵۰ آمپر ساعت (۸۶٪ بیشتر) می‌باشد که می‌تواند تا ۶٫۵ ساعت (به جای ۵ ساعت) کار کند.
در ۲۸ اوت ۲۰۱۳ نینتندو دستگاهی با نام نینتندو ۲دی‌اس را معرفی کرد که هم سایز با نینتندو ۳دی‌اس ایکی ال می‌باشد اما صفحه نمایش بالایی آن دو بعدی می‌باشد و دستگاه مانند یک تبلت بدون لولا است.